# Tipula andina
Tipula andina är en tvåvingeart som beskrevs av Brethes 1909. Tipula andina ingår i släktet Tipula och familjen storharkrankar. Inga underarter finns listade i Catalogue of Life.